# Habryntis
Habryntis là một chi bướm đêm thuộc họ Noctuidae.